# Hut Point

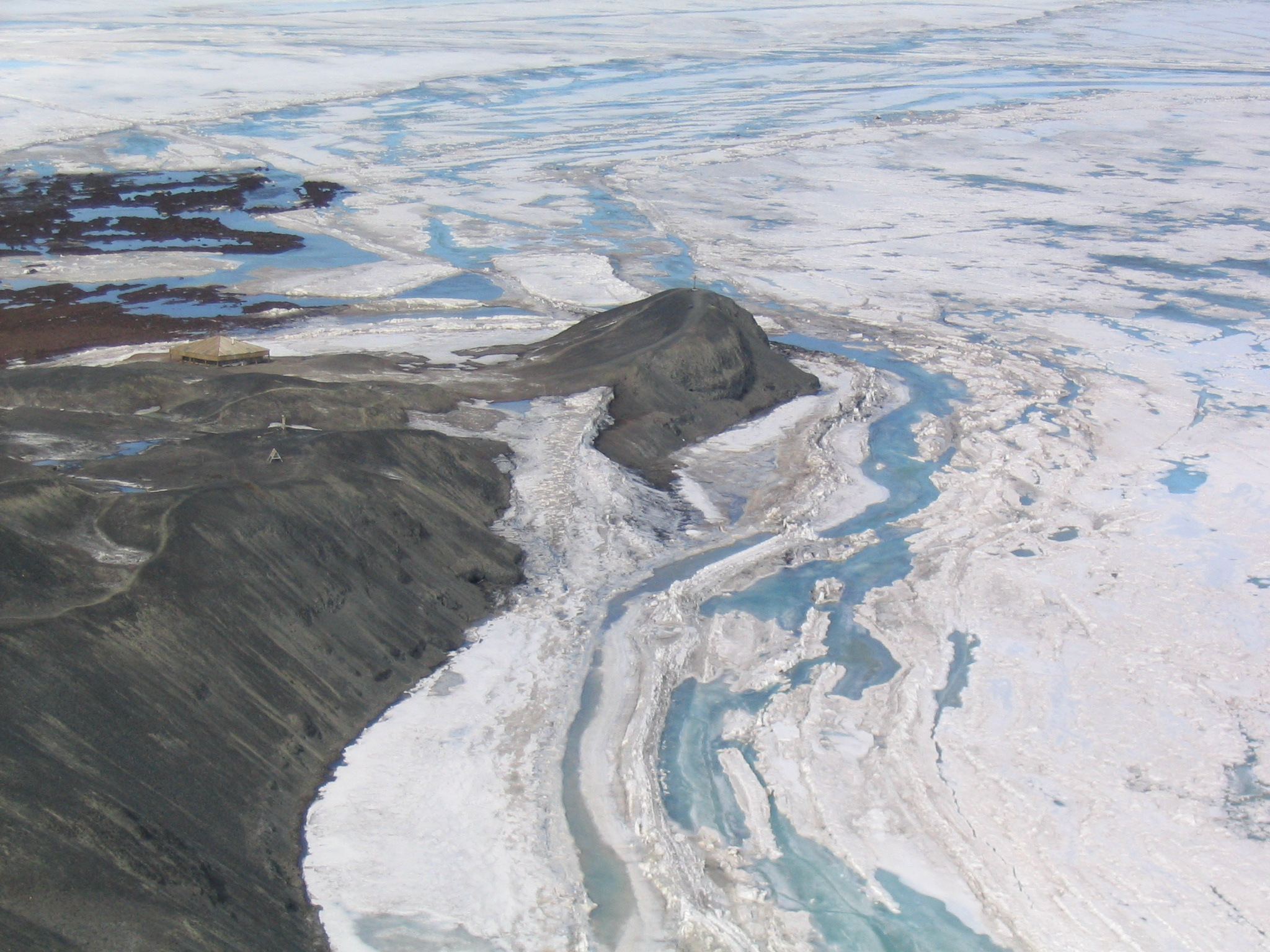
Hut Point

Kaart van Ross-eiland met het schiereiland Hut Point.

Hut Point is een schiereiland van het Rosseiland van Antarctica. 
De Discovery-expeditie van Robert Falcon Scott bouwde een hut op het schiereiland. Ook bij andere expedities op Antarctica werd deze hut als basiskamp gebruikt. Het Station McMurdo en de Basis Scott zijn ook op het schiereiland gelegen.